# Batalla de Lützen (1632)
La batalla de Lützen de 1632 fue una batalla de la guerra de los Treinta Años, durante el llamado periodo sueco. Es conocida principalmente porque en ella murió el rey Gustavo II Adolfo de Suecia.

## Preludio
Tras la victoria en Breitenfeld, el rey Gustavo II Adolfo de Suecia había encontrado aliados alemanes con mayor facilidad, quienes ahora apoyaban su plan de revisar la constitución del Sacro Imperio Romano, esperando obtener concesiones de los Habsburgo, la casa imperial. No obstante, estos príncipes no eran confiables, era un secreto a voces que el elector Juan Jorge de Sajonia, el más importante de los aliados suecos, estaba negociando una paz separada con el emperador Fernando de Habsburgo, siempre y cuando obtuviese concesiones atractivas; esta actitud podía aplicarse a muchos otros príncipes germanos, quienes veían la intervención sueca como una oportunidad para apoderarse de territorios y fortalecer sus dinastías. Aunque Gustavo Adolfo era consciente de la fragilidad de sus alianzas, no podía forzarlas mucho, puesto que se había adentrado tanto en Alemania que contaba con ellos para resguardar la vía de acceso a su base en Pomerania; además, su ejército sueco original se había reducido a la mitad en seis meses, principalmente debido a la exposición a enfermedades germanas, y la necesidad de reclutar nativos era obligatoria.
Con tropas desmoralizadas y desorganizadas, el Conde de Tilly se tuvo que replegar a Baviera, conservando unos puestos en Westfalia. El invierno de 1631-1632 significó el cese de las operaciones militares, dándole un descanso a los abatidos imperialistas, pero la llegada de refuerzos de Italia desencadenó una plaga que mermó las tropas de Tilly. El elector Maximiliano de Baviera tenía ahora a los suecos en la frontera, preocupando al Emperador, quien inició negociaciones con el general Albrecht von Wallenstein, el cual había sido expulsado de su puesto de Comandante Imperial en Jefe por incitación de la Liga Católica en 1630. El 15 de diciembre, Fernando nombró a Wallenstein general en jefe por tres meses, y el 13 de abril de 1632 su cargo fue hecho permanente. Un potencial conflicto de mando entre Wallenstein y Tilly fue prevenido cuando este último fue alcanzado por una bala de cañón sueca dos días después, en la batalla del río Lech.
Luego de haber intentado penetrar en Austria por Ingolstadt sin éxito, el rey Gustavo Adolfo entró en Múnich el 17 de mayo, acompañado del depuesto elector Federico del Palatinado, protagonista de la Revuelta bohemia. Wallenstein respondió dirigiéndose al norte, hacia Bohemia y Silesia, expulsando a los sajones, para luego reunirse con el duque Maximiliano en Eger, en la frontera bávaro-bohemia.
Gustavo Adolfo temió entonces por la fidelidad del elector Juan Jorge, cuyos territorios ahora estaban expuestos, por lo que se dirigió a Núremberg, donde se atrincheró el 16 de junio con 18.000 soldados, a la espera de refuerzos. El 17 de julio, Wallenstein llegó a la ciudad con 55.000 tropas, pero decidió no atacar, prefiriendo optar por esperar a que se acabase la comida a los suecos, que además tenían que alimentar a unos 140.000 civiles. El monarca sueco estaba atrapado, pero las fuerzas imperiales se fueron debilitando por un nuevo brote de peste negra, probablemente causada por las cuatro toneladas de heces humanas diarias que no eran correctamente desechadas, sin contar las heces de los animales. En agosto, Wallenstein envió un destacamento de 10.000 hombres hacia Sajonia, forzando a los suecos a salir de la ciudad para defender a su aliado el 1 de septiembre; aparentemente el rey sueco pensaba que los imperialistas se estaban retirando, pero como este no era el caso, se inició entonces la batalla del Alte Veste. Los suecos no lograron vencer las defensas imperiales, así que se retiraron al oeste, y luego al sur, a Suabia, donde planeaba pasar el invierno. Wallenstein se fue a Sajonia, con la intención de hacer lo mismo. Gustavo Adolfo al principio no se preocupó, creyendo que su enemigo estaba tan abatido por la plaga que ya no era una amenaza, pero pronto le llegaron las noticias de que Sajonia estaba siendo arrasada y saqueada.
Gustavo Adolfo se dirigió entonces al norte, a darle el encuentro a Wallenstein, recorriendo 650 km en 17 días; el elector Maximiliano intentó interceptarlo en Baviera, pero sus ejércitos nunca se encontraron, aunque hubo un momento en que estuvieron a 25 km de distancia. Mientras tanto, en Sajonia, fuerzas imperiales al mando de Gottfried von Pappenheim tomaban Leipzig, la capital del Electorado. El 7 de noviembre, Pappenheim se reunió con Wallenstein, quien ordenó dispersar las tropas para conseguir comida, dando por finalizada las operaciones militares por el invierno, como era costumbre de la época. El comandante imperial, enfermo de gota, decidió entonces retirarse a Leipzig; por su parte, Pappenheim se fue a Westfalia, para expulsar a unos regimientos suecos que habían ocupado unos territorios de su interés. El 10 de noviembre, Gustavo Adolfo llegó a Naumburgo y en cuanto se enteró de lo vulnerable que Wallenstein estaba, marchó a darle encuentro. El 15 de noviembre, el general Rodolfo Colloredo le cerró el paso con 500 hombres, pero se retiró al atardecer; era ya muy tarde para iniciar una batalla, y los suecos tuvieron que acampar.
Las noticias de Colloredo llegaron a Wallenstein en Lützen, a 20 km de Leipzig, por lo que detuvo su marcha y se preparó para recibir al ejército enemigo.

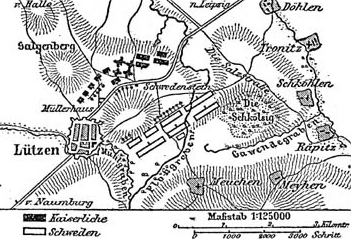
Disposición de las tropas en el campo de batalla.

## Disposición de fuerzas
Wallenstein ordenó a sus hombres cavar trincheras. Creó un sistema de defensa, con la derecha protegida por la ciudad y el castillo. Frente a la barrera dispuso una batería de 15 cañones pesados entre unos molinos y los suburbios de la ciudad. Los 10 cañones restantes los colocó en el frente. Desplegó su línea principal tras las trincheras.
Wallenstein dispuso a sus hombres en dos líneas, poniendo a sus seguidores en la retaguardia. Dispuso varios estandartes de infantería entre ellos para convencer a los suecos de que se enfrentaban a una fuerza muy superior. La caballería formó en los flancos y desplegó una pequeña reserva montada en el centro, detrás de la primera línea. Wallenstein tomó el mando del ala derecha y Heinrich Holk comandaba el ala izquierda.

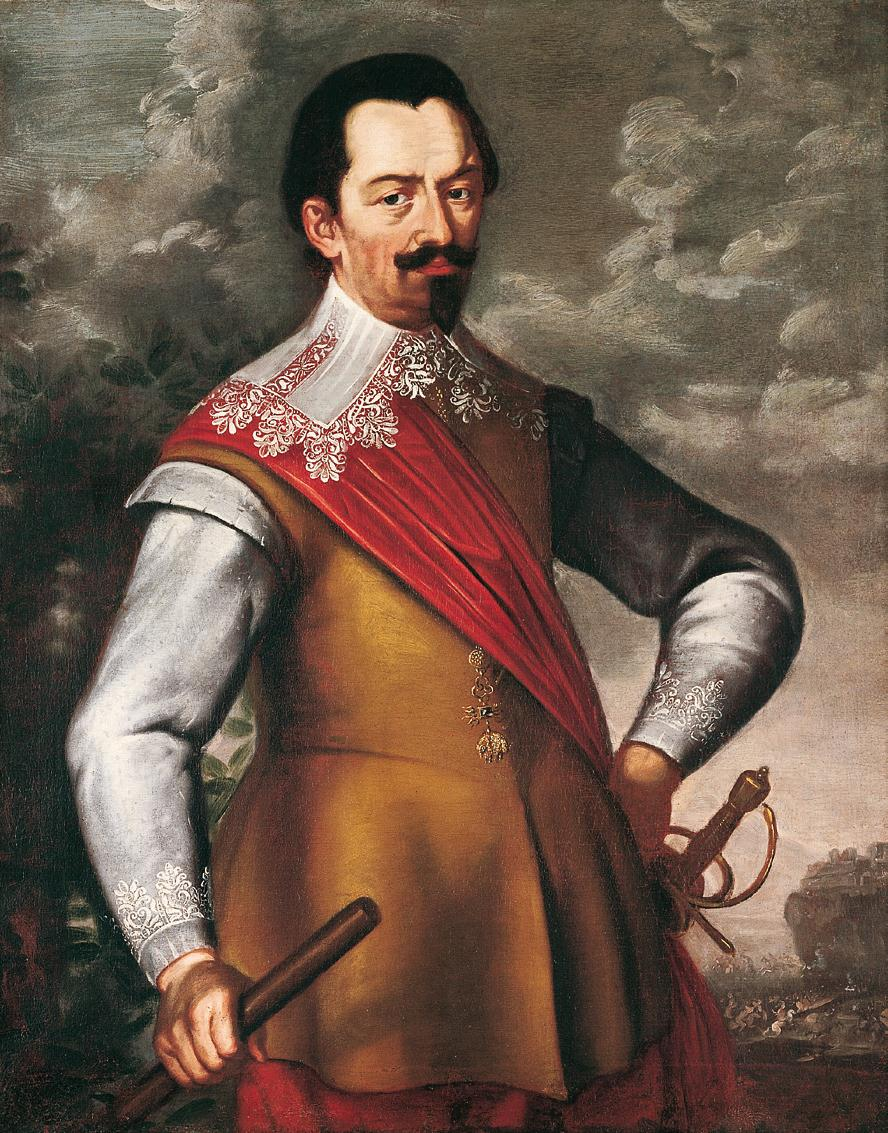
Albrecht von Wallenstein.

Gustavo Adolfo, tras vadear el pequeño canal para balsas llamado Flossgraben, dispuso casi 13 000 infantes y 6.000 jinetes en dos líneas formadas por unidades menores para ocupar un frente mayor. Formó una línea de 20 cañones al frente. Ambas líneas tenían seis brigadas de infantería en el centro y seis escuadrones de caballería en cada ala. Cinco cuerpos de 200 mosqueteros se colocaron entre la caballería de la primera línea de cada ala. Cada cuerpo de mosqueteros contaba además con dos piezas de artillería. Gustavo Adolfo contaba además con dos reservas: una de infantería detrás de la primera línea y una de caballería colocada detrás de la infantería. Gustavo Adolfo tomó el mando del ala derecha y Bernardo de Sajonia-Weimar comandaba el ala izquierda.

## Batalla
Una densa niebla pospuso el ataque protestante y dio tiempo a Pappenheim, que dejó atrás a la infantería para avanzar al galope con su caballería.
Una fase de bombardeos esporádicos duró un par de horas y ocupó la mayor parte de la mañana. Los suecos intentaron sacar a los imperiales de sus posiciones defensivas con una falsa retirada, pero Wallenstein no cayó en la trampa. A las 11:00 de la mañana la niebla empezó a retirarse y entonces comenzó la verdadera batalla.
Gustavo Adolfo ordenó el ataque contra la izquierda imperial mandada por Holk. Los suecos, conducidos por su rey, avanzaron al galope produciéndose un violento choque contra las fuerzas de Holk en torno a las trincheras. El ímpetu inicial dio ventaja a los suecos, aunque después de hacer retroceder el ala izquierda hasta la segunda línea su avance, fue detenido. Sin embargo, poco a poco, los suecos volvieron a hacer retroceder a la caballería imperial, y el ala derecha sueca empezó a rodear la izquierda imperial.
En el centro, la infantería sueca estaba igualmente haciendo retroceder a la imperial, logrando alcanzar las trincheras y tomando varios cañones, que se volvieron contra las fuerzas imperiales.
Sin embargo, en el ala izquierda protestante las cosas no iban según lo esperado. Wallenstein había hecho prender hogueras cuyo humo molestaba a los sajones y, para empeorar más las cosas, la niebla regresó ocultando el ataque de la caballería croata de Wallenstein. La caballería croata puso las cosas muy difíciles a los sajones, pero estos pudieron resistir.
La llegada de Pappenheim a la izquierda de Wallenstein dio un nuevo giro a la batalla. Pappenheim ordenó dos ataques. Envió a la caballería ligera contra el tren de provisiones sueco para crear una distracción y él personalmente se dirigió con los coraceros contra el flanco sueco expuesto.
El empuje del ataque de Pappenheim hizo que los suecos se retiraran a las trincheras que habían conquistado hacía no mucho. Desde allí, los mosqueteros y los cañones protestantes dispararon contra los jinetes de Pappenheim, que murió a causa de una bala de cañón que le afectó el pulmón y le hizo ahogarse con su propia sangre.
Gustavo Adolfo vio, cuando se dirigía al ala izquierda, cómo una de sus brigadas de infantería estaba en serios apuros y dio orden de ayudarla. Él, personalmente, cargó con su pequeña escolta. Al ir en cabeza resultaba un blanco demasiado atractivo: una bala de mosquete le hirió el brazo izquierdo, otra impactó contra su caballo, que se encabritó, y llevó al monarca lejos de su escolta, hacia las filas enemigas. Iba inclinado hacia un lado y un jinete imperial le disparó por la espalda. El rey cayó de la silla, quedó atrapado por el estribo y fue arrastrado por su caballo hasta que consiguió liberarse. Derribado y gravemente herido, recibió otro disparo en la cabeza que le causó la muerte.
El conocimiento de la muerte del monarca infundió deseos de venganza a los suecos, que decidieron seguir avanzando. En la derecha, la caballería sueca volvió a tomar las trincheras, expulsando a los hombres de Pappenheim que, tras la muerte de su general, empezaron a ceder.
Wallenstein envió a Ottavio Piccolomini para hacerlos volver a la batalla, pero ya huían perseguidos por los suecos. Los suecos mantenían la amenaza contra el centro imperial, y Wallenstein mandó a la gran reserva de coraceros de Piccolomini para reforzar la izquierda imperial. Piccolomini cargó siete veces contra el centro sueco y logró capturar siete cañones. Eran las dos de la tarde.
Entre las 15:00 y las 16:00 horas, la caballería sajona volvió a cargar y arremetió contra Wallenstein e hizo retroceder a los imperiales. Las tropas imperiales del bando derecho empezaron a huir. La caballería sajona giró y cargó contra los flancos del frente y la segunda línea de infantería. La infantería protestante también atacó los flancos y el frente. El centro imperial empezó a huir y Sajonia-Weimar pudo tomar la batería formada entre los molinos fortificados. Finalmente, la caballería del flanco derecho cargó contra los hombres de Piccolomini, haciendo que toda la línea de Wallenstein huyese. Cuando llegó la noche, las fuerzas imperiales pudieron retirarse a Leipzig, dejando atrás artillería y víveres. El ejército sueco-sajón estaba demasiado cansado como para perseguirles.

## Consecuencias
La muerte de Gustavo Adolfo fue la consecuencia más importante de la batalla. Unos meses antes, había mencionado la idea de convertir su sistema de alianzas en una institución política permanente bajo su dirección, y aunque había asegurado que no planeaba desmembrar el Imperio, sí era claro que pensaba debilitar la autoridad imperial y de la Iglesia católica, así como restringir la influencia de los Habsburgo a sus dominios.